# Фаундривил (Пенсилванија)
Фаундривил (енгл. Foundryville) насељено је место без административног статуса у америчкој савезној држави Пенсилванија.

## Демографија
По попису из 2010. године број становника је 256, што је 9 (-3,4%) становника мање него 2000. године.
| Група             | 2000.       | 2010.       |
| Белци             | 263 (99,2%) | 247 (96,5%) |
| Афроамериканци    | 0 (0,0%)    | 0 (0,0%)    |
| Азијати           | 2 (0,8%)    | 1 (0,4%)    |
| Хиспаноамериканци | 0 (0,0%)    | 5 (2,0%)    |
| Укупно            | 265         | 256         |